# Джуманджи: Зов джунглей
«Джума́нджи: Зов джу́нглей» (англ. Jumanji: Welcome to the Jungle) — американский фантастико-приключенческий художественный фильм 2017 года режиссёра Джейка Кэздана, сиквел фильма «Джуманджи» (1995), основанного на одноимённой детской книге Криса ван Оллсбурга.
Выход картины в широкий прокат в России состоялся 21 декабря 2017 года.

## Сюжет
В 1996 году, год спустя после событий предыдущей картины, игра «Джуманджи» попадает в руки подростку Алексу, но настольная игра ему не интересна — на дворе заря эпохи игровых консолей, поэтому игра превращается в картридж для игровой приставки. Алекс начинает игру и пропадает в ней, попадая в мир Джуманджи.
Двадцать лет спустя четверо старшеклассников Спенсер, Энтони, Бетани и Марта в качестве наказания оставлены в выходной день приводить в порядок подвал школы. Они обнаруживают старую приставку и решают запустить игру. После выбора аватаров и запуска четвёрка также попадает в джунгли мира Джуманджи. Сознание подростков оказывается в телах выбранных персонажей игры: археолога доктора Смолдера Брэйвстоуна, зоолога Франклина Финбара, «пышнотелого гения» Шелли Оберона и наёмницы Руби Раундхаус соответственно. Игроки понимают, что обладают знаниями и слабостями своих аватаров, и что у них есть всего по три жизни на прохождение всех уровней, а потеря всех жизней в игре означает смерть в реальности.
NPC, учёный Найджел Биллингсли, рассказывает им, что задача игры состоит в том, чтобы освободить мир Джуманджи от проклятия, вернув драгоценный камень «Глаз ягуара» туда, откуда он был похищен, при этом прокричав слово «Джуманджи». Камень, дающий власть над всем живым в игре, также хочет заполучить обратно профессор Ван Пелт, бывший коллега Брэйвстоуна. Найджел передаёт четвёрке украденный у Ван Пелта камень и карту, которую, как оказывается, может читать только картограф Шелли.
Оторвавшись от приспешников Ван Пелта, герои игры изучают карту и находят деревню и базар. Здесь им подсказывают место перехода на следующий уровень. На базаре героев поджидает засада, но здесь они встречают пятого игрока: Джефферсона «Гидроплан» Макдона, который поставив дымовую завесу, помогает им вырваться из деревни через подземный ход и пещеру, и приводит их в своё убежище. Убежищем оказывается бунгало, построенное когда-то Аланом Пэрришем, героем предыдущей игры.
Макдона рассказывает, что застрял в игре на два месяца, тогда как четвёрка понимает, что он — пропавший много лет назад Алекс Рик, бывший житель их города. Он не может пройти на следующий уровень и у него после нескольких попыток осталась всего одна жизнь. Ребята рассказывают, что за пределами игры прошло двадцать лет, но теперь, впятером, они смогут вместе закончить игру.
На следующем уровне герои завладевают вертолётом и прорываются к горе. Макдона едва не гибнет от укуса комара, но Шелли отдаёт ему одну свою жизнь. Дальше на их пути снова встаёт Ван Пелт со своими приспешниками и ягуарами. Ребятам помогает слон, который подчиняется Франклину. Руби со Смолдером вставляют камень на место. Единственный способ это сделать был только потратив их последние жизни. Ван Пелт погибает, превратившись в тысячу крыс. Четверо подростков возвращаются из игры обратно в подвал школы и свои тела, а Алекс Рик возвращается назад в своё время, в 1996 год; в нашем времени он встречает ребят уже будучи взрослым человеком. Спенсер, Бетани, Фридж и Марта уничтожают игру.

## В роляx

### Игровой мир «Джуманджи»
- Дуэйн Джонсон — доктор Смолдер Брэйвстоун (имя отсылает к интенсивному «жаркому» взгляду, а фамилия переводится как «Храбрый Камень», что является отсылкой к профессиональному прозвищу Джонсона), аватар Спенсера. Археолог и исследователь. Сильные стороны: бесстрашие, быстрые рефлексы, скалолазание, мастерство бумеранга и мощная харизма. Слабые: отсутствуют. Архетип: мужественный и сильный герой.
- Джек Блэк — профессор Шелдон «Шелли» Оберон (наиболее вероятно отсылка к Оберону, королю фей), аватар Бетани. Картограф, криптограф, археолог и палеонтолог. Бетани выбрала его, думая, что это женский персонаж. Сильные стороны: профессиональные знания. Слабые стороны: выносливость.
- Кевин Харт — Франклин «Мось» Финбар, аватар Фриджа. Зоолог небольшого роста, оруженосец и верный помощник Брэйвстоуна. Фридж выбрал его из-за того, что неправильно прочитал прозвище персонажа «Мось», как «Лось». Сильные стороны: профессиональные знания, доступ к инвентарю. Слабые: тортики, сила и скорость.
- Карен Гиллан — Руби Раундхаус (имя сочетает в себе слова «рубин» и «удар наотмашь»), аватар Марты. Боец спецназа, мастер боевых искусств, а также «танцевальный боец». Сильные стороны: карате, тайчи, айкидо и «драка в танце». Слабые: яды. Архетип: красивая, крутая и полураздетая героиня.
- Ник Джонас — Джефферсон «Гидроплан» Макдона, аватар Алекса Рика. Макдона — таинственный гид и путешественник, который помогает аватарам сбежать из Джуманджи. Сильные стороны: пилотирование летательных аппаратов и приготовление маргариты. Слабые: укусы комаров.
- Рис Дарби — Найджел Биллингсли, проводник в игре.
- Бобби Каннавале — Рассел Ван Пелт, исследователь, укравший «Глаз Ягуара» из сердца Джуманджи. Антагонист мира Джуманджи (босс в сценарии видеоигры), одержим силой камня, получив способности управлять животными. Джонатан Хайд сыграл другую версию Ван Пелта в фильме 1995 года.

### Реальный мир
- Алекс Вулфф — Спенсер Гилпин, геймер, наказан за то, что написал реферат за Фриджа.
- Мэдисон Айсмен — Бетани Уокер, симпатичная, но эгоцентричная девушка, озабоченная своим имиджем в социальных сетях. Не отрывается от телефона. Наказана за то, что говорила по телефону во время урока, а на замечание ответила учительнице высокомерно и презрительно.
- Сер’Дариус Блэйн — Энтони «Фридж» Джонсон, футболист, неуверенный в своих умственных способностях, но слишком уверен в себе. Наказан за то, что «подделал» реферат с помощью Спенсера.
- Морган Тёрнер — Марта Кэпли, застенчивая интеллектуалка. Наказана за отказ участвовать в уроке физкультуры и резкое по отношению к учительнице выражение своих мыслей.
- Мэйсон Гуччионе — Алекс Рик, подросток, который сыграл в игру Джуманджи и застрял в ней в 1996 году.
  - Колин Хэнкс — взрослый Алекс Рик.
- Тим Мэтисон — отец Алекса
- Марин Хинкль — мать Спенсера
- Трэйси Боннер — мать Фриджа
- Наташа Малинский — мать Бетани
- Марк Ивэн Джексон — директор Бентли
- Карлиз Бёрк — мисс Мазерс, учитель истории
- Мэрибет Монро — учительница английского в классе Бетани.
- Мисси Пайл — тренер Уэбб

## Производство
В апреле 2016 года Дуэйн Джонсон и Кевин Харт вели переговоры о съемках в фильме, хотя в то время оба актера уже участвовали в других проектах. 20 сентября к проекту присоединились Сер’Дариус Блейн и Мэдисон Исман. Двумя днями позже Рис Дарби получил роль Найджела Биллингсли, Морган Тернер — Марты Капли, а Алекс Вольф — Спенсера Гилпина.
Съёмочный период начался 19 сентября 2016 года в Гонолулу, в природном заповеднике на ранчо Куалоа. Съёмки завершились 8 декабря в Атланте.

## Маркетинг
Первый трейлер вышел 29 июня 2017 года, а второй — 11 октября того же года.

## Кассовые сборы
Фильм собрал в США и Канаде 404,5 млн долларов, в других странах — 558 млн долларов, а во всём мире — 962,5 млн долларов.